# Кэлхун, Джон (этолог)
Джон Би Кэлхун (англ. John B. Calhoun, 11 мая 1917, Элктон, Теннесси — 7 сентября 1995) — американский этолог и исследователь психологии в связи с проблемами популяционной плотности и её влияния на поведение. Кэлхун получил известность благодаря своим опытам с сообществами грызунов — мышей и крыс. Он считал, что не существует логических причин, по которым наблюдаемые в экспериментах социальные эффекты не могут произойти в человеческом обществе.
В своих исследованиях ввёл понятие «поведенческая клоака», которое описывает усугубление и распространение отклоняющихся, патологических форм поведения мышей в условиях их скученности. Поскольку исследователь в своих работах широко использовал антропоморфную терминологию, его идеи быстро приобрели общественный интерес и значительное культурное влияние. В частности, термин «поведенческая клоака» стал использоваться и для обсуждения человеческого поведения.

## Эксперименты с крысами
В 1947—1949 годах Кэлхун в рамках проекта по исследованию экологии грызунов, проводимого Университетом Джонса Хопкинса, наблюдал за серыми крысами в их естественной среде — в огороженном загоне под открытым небом площадью 10 тысяч квадратных футов (930 м2). Хотя количество крыс в загоне таких размеров при бесконтрольном размножении теоретически могло достигнуть 5 тысяч, Кэлхун отметил, что размер популяции за всё время эксперимента не превышал 200 особей и стабилизировался на значении в 150 особей. Более того, крысы не рассеялись по загону беспорядочно, а образовали 12-13 организованных колоний, в каждой из которых проживало по 12 крыс. Кэлхун предположил, что именно такой размер группы является для серых крыс наилучшим — при превышении этого количества стресс приводит к распаду группы.
С 1958 по 1962 годы Кэлхун проводил серию экспериментов с серыми крысами уже в искусственной среде — выстроенном в лаборатории полигоне площадью 12 м2, высотой до 1,5 метра, разделённом на 4 сообщающихся друг с другом отсека, причём два конечных отсека — первый и четвёртый — сообщения друг с другом не имели. Полигон был изолирован от окружающего мира, снабжался едой и водой в неограниченных количествах. Заселяя этот «крысиный рай», Кэлхун исследовал изменения в поведении крыс в зависимости от естественного изменения численности их популяции. В каждый из четырёх отсеков была помещена группа из 12 крыс, всего 48 особей. Чтобы не допустить чрезмерного перенаселения, по достижении численности 80 особей исследователи убирали с полигона лишних молодых крыс, переживших младенческий возраст. Оказалось, что конечные отсеки были захвачены сильными самцами-лидерами, каждый из которых жил в гареме из 8-12 самок, а других самцов изгонял в центральные отсеки. Порядка 60 крыс, скучившихся в центральных отсеках, демонстрировали разнообразные формы девиантного поведения: увеличенную агрессивность и беспричинные нападения друг на друга, исчезновение интереса к спариванию, попытки спариваться со всеми самками или даже со всеми крысами подряд, независимо от пола. Наблюдался каннибализм (в частности, поедание крысят) даже в условиях обилия пищи.

## Эксперименты с мышами

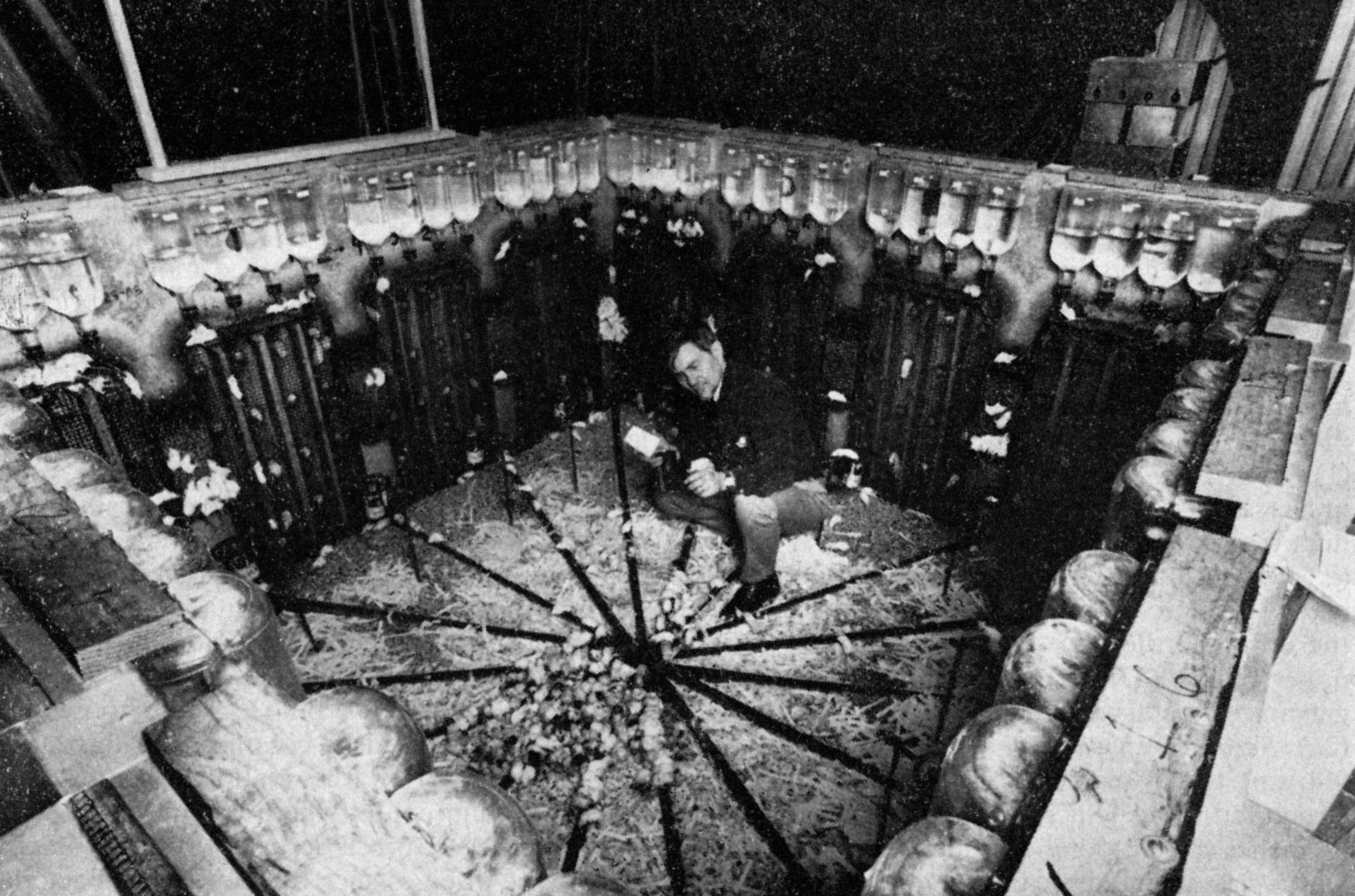
Кэлхун внутри полигона для экспериментов с мышами, 1970 год

Папа Римский Павел VI встречается с Джоном Кэлхуном, 1973 год

Наиболее знаменитый эксперимент Кэлхуна был поставлен на мышах. Условное название эксперимента — «Вселенная 25» (англ. Universe 25), а число «25» — порядковый номер эксперимента. В июле 1968 года в проволочный загон в лаборатории на базе Национального института психического здоровья были помещены 4 пары мышей. Загон с 256 ящиками-гнёздами, каждое из которых было рассчитано на 15 мышей, был оборудован раздатчиками воды и корма и достаточным количеством материала для строительства гнёзд. Кэлхун описывал загон как «утопию» для мышей: по расчётам исследователей, места для гнёзд в загоне хватило бы на 3840 мышей, а постоянно подаваемой еды — на 9500. На практике численность популяции остановилась на максимальном значении в 2200 особей и после него только сокращалась. К июню 1972 года, когда Кэлхун завершил эксперимент, в загоне оставались лишь 122 мыши, которые вышли из репродуктивного возраста. Поэтому итог эксперимента уже был ясен.
Период освоения территории первыми четырьмя парами мышей Кэлхун назвал стадией А. Стадия B началась с момента рождения первых детёнышей. Это стадия экспоненциального роста численности популяции в баке в идеальных условиях — число мышей удваивалось каждые 55 дней. Начиная с 315 дня проведения эксперимента темп роста популяции значительно замедлился, и численность мышей удваивалась каждые 145 дней. Началась третья стадия (C) эксперимента. В этот момент в баке проживало 620 мышей, и сформировалась определённая социальная иерархия. Появилась категория молодых самцов, не нашедших для себя социальной роли в мышиной иерархии в колониях по периметру загона и изгнанных в центр бака. Отличить группу «отверженных» можно было по искусанным хвостам, выдранной шерсти и следам крови на теле. Проблема отсутствия подходящих социальных ролей была вызвана тем, что в идеальных условиях бака мыши жили долго, стареющие мыши не освобождали места для молодых грызунов. После изгнания самцы ломались психологически, характеризовались пассивностью либо чрезмерной агрессивностью с нападением на любых других мышей. Беременные самки становились менее защищёнными от случайных атак. В итоге они сами стали проявлять агрессию, именно они — а не самцы — стали активно защищать свою территорию, при этом агрессия проявлялась по отношению и к своим детям. В результате рождаемость значительно упала, а смертность молодняка достигла значительных уровней.
Вскоре началась последняя стадия существования мышиного рая — фаза D или фаза смерти, как её назвал Джон Кэлхун. На данной стадии Кэлхун наблюдал возрастание числа ещё одной группы самцов, которых он назвал «красавцами» (англ. beautiful ones) из-за отсутствия ран и рубцов. Эти мыши не вступали в борьбу за самок и территорию, не проявляли активности к размножению и только питались, спали и чистили шёрстку. Самки также перестали спариваться с самцами. Коллега Кэлхуна, доктор Хэлси Марсден, в 1972 году перенёс несколько самок и самцов-«красавцев» в отдельные загоны, обнаружив, что мыши и там не пытаются спариваться.
По итогам исследования Кэлхун сделал вывод, что при превышении определённой плотности населения и заполнении всех социальных ролей в популяции возникает растущая прослойка молодых «изгоев». Острая конкуренция между ними и старшими особями приводит к распаду социальных связей и крушению общества в целом, и переходу в такое состояние, когда при низкой смертности нормой становится примитивное «аутистическое» поведение, ведущее к вымиранию популяции. Используя отсылку к Откровению Иоанна Богослова, Кэлхун описал распад общества как «смерть в квадрате» (англ. death squared), при этом «первую смерть», смерть духа, мыши переживали ещё при жизни.
Знаменитый эксперимент был в дальнейшем использован как основа развития концепции проксемики Эдварда Холла. Понятие поведенческой клоаки также оказало влияние на развитие социологии города и психологии.
Разработки Кэлхуна оказали влияние на исследования агрессии.

### Критика эксперимента «Вселенная 25»
На симпозиуме «Человек и его место в природе» 1972 году доклад Кэлхуна подвергся критике:
1. Нет сведений о происхождении первых 8 мышей, которые дали начало всей популяции, — в частности, не было проверено, не являются ли они близнецами братьями и сёстрами из одного помёта. Близкородственные связи могли оказать самое негативное влияние на все дальнейшие поколения мышей.
2. Температура в загоне могла достигать +32 градусов, что неблагоприятно для мышей.
3. Загон чистился раз в 1-2 месяца, то есть большую часть времени мыши проводили в помещении, загрязнённом фекалиями, мочой, трупами и остатками еды.[1]
4. Нет точного описания методов подсчёта мышей. Оценки численности даны приблизительно.
5. На последней стадии Кэлхун описывает появление группы «мышей-красавчиков» (мыши не вступали в борьбу за самок и территорию, не проявляли активности к размножению и только питались, спали и чистили шёрстку…), отмечая такое поведение как аномальное, однако не ясен возраст этих мышей. Указано однако, что средний возраст мышей на последней стадии составлял 770 дней — к этому времени репродуктивный период у самцов давно завершён, и описанное поведение является для них нормальным.
6. Причины смертей и бесплодия самок не были достаточно исследованы. Загон не был защищён от попадания каких-либо инфекций, которые могли повлиять на смертность и репродуктивную функцию.

## В искусстве
По мотивам работ Кэлхуна была написана книга «Mrs. Frisby and the Rats of NIMH» и снят мультфильм «Секрет крыс».

### Книги
- Calhoun, John. Crowding and Social Behavior in Animals. — Anchor Books, 1947—1948.
- Calhoun, John. Environment and Population: Problems and Adaptation: An Experimental Book Integrating Statements by 162 Contributors. — Praeger, 1983. — P. 486. — ISBN 0-275-90955-7.

### Статьи
- Calhoun, John. The Study of Wild Animals under Controlled Conditions // Annals of the New York Academy of Sciences. — 1950. — Vol. 51. — P. 113–122.
- Calhoun, John. The Social Aspects of Population Dynamics / American Society of Mammalogists // Journal of Mammalogy. — 1952. — Vol. 33, no. 2. — P. 139–159. — doi:10.2307/1375923. — JSTOR 1375923.
- Calhoun, John. A Behavioral Sink // Roots of Behavior / ed. by Eugene L. Bliss. — New York : Harper & Brothers, 1962. — Ch. 22.
- Calhoun, John. Population density and social pathology // Scientific American. — 1962. — Vol. 206, no. 2. — P. 139–148. — PMID 13875732.
- Calhoun, John. Plight of the Ik and Kaiadilt is seen as a chilling possible end for Man // Smithsonian Magazine. — 1972. — Vol. 3. — P. 27–32.